# Скиния
Скиния (на старогръцки: σκηνή) е походна храмова „палатка“, наричана от древните евреи още Мишкан на иврит: מִשְכָּן, или Микдаш (светилище), синоним на Шехина, което означава „присъствие на Бог“. Там се е намирал Кивотът и са били правени жертвоприношения до построяването на Йерусалимски храм, който е създаден по-късно, в 10 в. пр.н.е., следвайки точно примера на Скинията.
В Библията (Изход, 25, 1 – 9) се казва: „И рече Господ на Моисея, думайки: кажи на Израилевите синове, да Ми направят приноси: от всеки човек, който дава от сърце, вземайте принос за Мене. Ето приносите, които трябва да приемате от тях: злато, сребро и мед, вълна синя, пурпурена и червена, висон и козина, овнешки червени кожи, кожи сини и дърво ситим, елей за светилника, аромати за помазен елей и за благовонно кадиво, камък оникс и камъни за украшение на ефода и нагръдника. И ще Ми направят те светилище, и Аз ще живея помежду им. Всичко (направете), както Аз ти показвам: и образеца на скинията, и образеца на всичките и съдове – така да направите.“
В Изход 26, 1 – 37 се намират точни указания, как да се направи Скинията – от десет платнища препреден висон и синя, пурпурена и червена вълна, дължината на всяко платнище да бъде двайсет и осем лакти, а широчината на всяко платнище – четири лакти: една мярка за всички платнища; какви да бъдат петлиците, петдесетте златни кукички, платнища от козина за покритие, дъските за скинията, върлините от дърво, сребърните подножки, завестата и т.н.: „... и внеси там зад завесата ковчега на откровението; и завесата ще ви отделя светилището от святая-святих. И тури очистилището върху ковчега на откровението в святая-святих. И тури трапезата извън завесата, и светилника – срещу трапезата отстрани на скинията към юг; а трапезата тури на северната страна (на скинията).“.
В Изход 27, 1 – 21, тези заповеди се повтарят, като за първосвещеници се посочват „Аарон, заедно с Надава, Авиуда, Елеазара и Итамара, Ааронови синове“. „Тъй се свърши цялата работа за скинията на събранието, и Израилевите синове направиха всичко: както Господ бе заповядал на Моисея, тъй и направиха. И донесоха при Моисея скинията, покривката и всичките ѝ принадлежности.“. (Изход 39, 32 – 33).
Около Скинията е имало правоъгълен двор, който в построения от цар Соломон храм в Ерусалим (ок. 950 г. пр.н.е.) са наричали Азара. Тогава Кивота и всички предмети на Скинията са били тържествено перенесени там (1 Цар. 8,4; II Хр. 5,5=. След това Скинията не се споменава. В Талмуда се казва, че била скрита в подземието на Храма.